# 호상 (좌풍익)
호상(浩賞, ? ~ ?)은 전한 말기의 관료이다.

## 행적
건시 2년(기원전 31년), 대홍려에 임명되었다.
건시 4년(기원전 29년), 좌풍익으로 전임되었다. 9개월 후 죄를 지어 사형에 처하게 되었으나, 한 등급 감면되었다.

## 일화
건소 5년(기원전 34년), 연주자사 호상은 백성들이 함부로 사당을 짓는 것을 금지하였다. 산양군 탁현(橐縣) 모향(茅鄕)의 사당에 커다란 나무가 있었는데, 관원들이 이를 베어냈으나 그날 밤 원래대로 되돌아왔다.

## 출전
- 반고, 《한서》
  - 권19하 백관공경표 下
  - 권27중지하 오행지 中之下
  - 권76 조윤한장양왕전

| 전임 풍야왕 | 전한의 대홍려 기원전 31년 ~ 기원전 29년 | 후임 한 |

| 전임 필중 | 전한의 좌풍익 기원전 29년 ~ 기원전 28년 | 후임 한훈 |